# Alfred Adam
Alfred Adam (4 de abril de 1908-7 de mayo de 1982) fue un actor, dramaturgo y guionista de nacionalidad francesa.

## Biografía
Su nombre completo era Alfred Roger Adam, y nació en Asnières-sur-Seine, Francia. Antiguo alumno Louis Jouvet en el Conservatorio, formó parte de su elenco en el Théâtre de l'Athénée, destacando por su interpretación del jardinero en la obra de Jean Giraudoux Electra, en 1935. En el mismo año, aunque ya había rodado una película en 1929, arrancaba realmente su carrera en el cine con La kermesse heroica, de Jacques Feyder, reencontrándose con Louis Jouvet.
En 1938, junto a Pierre Dux y Fernand Ledoux, Alfred Adam abre un curso de teatro en un estudio en el último piso del Théâtre Pigalle.
Alternando el cine con el teatro, se hizo un autor conocido cuando su pieza Sylvie et le Fantôme se representó en 1943 bajo la dirección de André Barsacq en el Théâtre de l'Atelier, siendo adaptada para la gran pantalla en 1946 por Claude Autant-Lara y Jean Aurenche. Formó parte, durante un corto pero intenso período, de la Comédie-Française (1944-1945). Trabajó, así mismo, en diferentes guiones cinematográficos, entre ellos los de Sylvie et le fantôme (de Claude Autant-Lara), Capitaine Pantoufle (de Guy Lefranc, 1952) y La Belle Américaine (de Robert Dhéry y Pierre Tchernia, 1961).
Entre las películas más destacadas en las que actuó Adam figuran Un carnet de bal (de Julien Duvivier, 1937),  Boule de suif (de Christian-Jaque, 1945), Le Président (de Henri Verneuil, 1960), Lo Straniero (de Luchino Visconti, 1967) o Que la fête commence (de Bertrand Tavernier, 1974). Su último film lo rodó el año de su muerte, La Petite Fille dans un paysage.
Alfred Adam falleció en Le Perreux-sur-Marne, Francia, en 1982, a causa de un ataque cardiaco. Está enterrado en el antiguo cementerio de Asnières-sur-Seine.

## Teatro

### Autor
- 1942 : Sylvie et le fantôme, escenografía de André Barsacq, Théâtre de l'Atelier
- 1945 : La Fugue de Caroline, escenografía de Pierre Dux, Théâtre Gramont
- 1949 : La Fête du gouverneur, escenografía de Jean-Pierre Grenier, Théâtre de la Renaissance
- 1952 : Many, escenografía de Pierre Dux, Théâtre Gramont
- 1952 : Bateaux en Espagne, escenografía de Pierre Dux, Théâtre Gramont
- 1957 : La terre est basse, escenografía de Georges Vitaly, Théâtre La Bruyère

### Actor
- 1933 : Napoléon, de Saint-Georges de Bouhélier, Teatro del Odéon
- 1935 : No habrá guerra de Troya, de Jean Giraudoux, escenografía de Louis Jouvet, Théâtre de l'Athénée
- 1935 : Supplément au voyage de Cook, de Jean Giraudoux, escenografía de Louis Jouvet, Théâtre de l'Athénée
- 1937 : Electra, de Jean Giraudoux, escenografía de Louis Jouvet, Théâtre de l'Athénée
- 1937 : Le Château de cartes, de Steve Passeur, escenografía de Louis Jouvet, Théâtre de l'Athénée
- 1937 : L'Impromptu de Paris, de Jean Giraudoux, escenografía de Louis Jouvet, Théâtre de l'Athénée
- 1940 : La Femme silencieuse, de Marcel Achard, escenografía de Charles Dullin, Théâtre de Paris
- 1941 : Eurídice, de Jean Anouilh, escenografía de André Barsacq, Théâtre de l'Atelier
- 1942 : Sylvie et le Fantôme, de Alfred Adam, escenografía de André Barsacq, Théâtre de l'Atelier
- 1944 : On ne badine pas avec l'amour, de Alfred de Musset, escenografía de Pierre Bertin, Comédie-Française
- 1944 : El enfermo imaginario, de Molière, escenografía de Jean Meyer, Comédie-Française
- 1944 : Ruy Blas, de Victor Hugo, escenografía de Pierre Dux, Comédie-Française
- 1945 : Martine, de Jean-Jacques Bernard, escenografía de Émile Fabre, Comédie-Française
- 1945 : Antonio y Cleopatra, de William Shakespeare, escenografía de Jean-Louis Barrault, Comédie-Française
- 1947 : Le Sexe faible, de Édouard Bourdet, Théâtre de la Madeleine
- 1949 : Sébastien, de Henri Troyat, escenografía de Alfred Pasquali, Théâtre des Bouffes-Parisiens
- 1950 : Maître Bolbec et son mari, de Georges Berr y Louis Verneuil, Théâtre des Variétés
- 1954 : Les Quatre Vérités, de Marcel Aymé, escenografía de André Barsacq, Théâtre des Célestins
- 1955 : À bout portant, de Jean Bruce, escenografía de Jacques-Henri Duval, Théâtre de la Potinière
- 1956 : Cécile ou l'École des pères, de Jean Anouilh, escenografía de Roland Piétri, Théâtre des Célestins
- 1957 : Une femme trop honnête, de Armand Salacrou, escenografía de Georges Vitaly, Théâtre Édouard VII y Théâtre royal des Galeries
- 1957 : La Terre est basse, de Alfred Adam, escenografía de Georges Vitaly, Théâtre La Bruyère
- 1958 : La Bonne Soupe, de Félicien Marceau, escenografía de André Barsacq, Théâtre du Gymnase Marie-Bell
- 1959 : L'Effet Glapion, de Jacques Audiberti, escenografía de Georges Vitaly, Théâtre La Bruyère
- 1960 : L'Étouffe-Chrétien, de Félicien Marceau, escenografía de André Barsacq, Théâtre de la Renaissance
- 1962 : El misántropo, de Molière, escenografía de Pierre Dux, Théâtre de l'Œuvre
- 1963 : Consommation, de Marcel Aymé, escenografía de Pierre Dux, Théâtre de l'Œuvre
- 1965 : Secretissimo, de Marc Camoletti, escenografía de Jacques Charon, Théâtre des Ambassadeurs
- 1967 : Pigmalión, de George Bernard Shaw, escenografía de Pierre Franck, Théâtre de l'Œuvre
- 1969 : Pigmalión, de George Bernard Shaw, escenografía de Pierre Franck, Théâtre des Célestins
- 1970 : La Fuite, de Mikhaïl Boulgakov, escenografía de Pierre Debauche, Théâtre des Amandiers
- 1971 : La Main passe, de Georges Feydeau, escenografía de Pierre Mondy, Théâtre Marigny
- 1972 : Monsieur chasse !, de Georges Feydeau, escenografía de Jacques-Henri Duval, Théâtre des Célestins y giras Herbert-Karsenty
- 1973 : Grand Standing, de Neil Simon, escenografía de Emilio Bruzzo, Théâtre Saint-Georges

## Filmografía

### Cine

#### 1929 - 1938
- 1929 : Speedway, de Harry Beaumont
- 1935 : La kermesse heroica, de Jacques Feyder
- 1936 : Au service du tsar, de Pierre Billon
- 1938 : La Glu, de Jean Choux
- 1937 : Un carnet de bal, de Julien Duvivier
- 1938 : Les Gens du voyage, de Jacques Feyder
- 1938 : Je chante, de Christian Stengel
- 1939 : Sur le plancher des vaches, de Pierre-Jean Ducis

#### 1940 - 1949
- 1940 : Le Café du port, de Jean Choux
- 1940 : La Famille Duraton, de Christian Stengel
- 1941 : Mamouret, de Jacques Daniel-Norman
- 1942 : Croisières sidérales, de André Zwobada
- 1942 : La femme que j'ai le plus aimée, de Robert Vernay
- 1942 : À vos ordres, Madame, de Jean Boyer
- 1943 : Port d'attache, de Jean Choux
- 1944 : Farandole, de André Zwobada
- 1945 : La Vie de bohème, de Marcel L'Herbier
- 1945 : Boule de suif, de Christian-Jaque
- 1945 : La Ferme du pendu, de Jean Dréville
- 1946 : Les Beaux jours du roi Murat, de Théophile Pathé
- 1946 : Sylvie et le Fantôme, de Claude Autant-Lara (Alfred Adam únicamente escribió parte del guion)
- 1946 : Comédie avant Molière, de Jean Tedesco
- 1947 : Le Fugitif, de Robert Bibal
- 1947 : Quartier chinois, de René Sti
- 1947 : Le Bateau à soupe, de Maurice Gleize
- 1947 : Le Village perdu, de Christian Stengel
- 1948 : Femme sans passé, de Gilles Grangier
- 1948 : Passeurs d'or, de E.G. de Meyst
- 1949 : Le Sorcier du ciel, de Marcel Blistène
- 1949 : La Ferme des sept péchés, de Jean Devaivre
- 1949 : Jo la Romance, de Gilles Grangier
- 1949 : L'Homme aux mains d'argile, de Léon Mathot
- 1949 : Le Roi, de Marc-Gilbert Sauvajon

#### 1950 - 1959
- 1950 : Mon ami Sainfoin, de Marc-Gilbert Sauvajon
- 1951 : L'Amant de paille, de Gilles Grangier
- 1951 : Caroline chérie, de Richard Pottier
- 1951 : Ma femme est formidable, de André Hunebelle
- 1953 : Tambour battant, de Georges Combret
- 1953 : La Pocharde, de Georges Combret
- 1953 : El enemigo público número 1, de Henri Verneuil
- 1953 : Capitaine Pantoufle, de Guy Lefranc (Alfred Adam únicamente escribió el guion)
- 1954 : Cadet Rousselle, de André Hunebelle
- 1954 : Escalier de service, de Carlo Rim
- 1954 : Il cavaliere di maison rouge, de Vittorio Cottafavi
- 1955 : Le Fils de Caroline Chérie, de Jean Devaivre
- 1955 : La Foire aux femmes, de Jean Stelli
- 1957 : Les Sorcières de Salem, de Raymond Rouleau
- 1957 : Une manche et la belle, de Henri Verneuil
- 1958 : Maigret tend un piège, de Jean Delannoy
- 1959 : Le Gendarme de Champignol, de Jean Bastia
- 1959 : Le fauve est lâché, de Maurice Labro
- 1959 : Les Naufrageurs, de Charles Brabant
- 1959 : 125, rue Montmartre, de Gilles Grangier
- 1959 : Rue des prairies, de Denys de La Patellière

#### 1960 - 1979
- 1960 : La Main chaude, de Gérard Oury
- 1960 : Comment qu'elle est, de Bernard Borderie
- 1960 : La Française et l'Amour, de Christian-Jaque
- 1961 : La Belle Américaine, de Robert Dhéry (también guionista)
- 1961 : Le Président, de Henri Verneuil
- 1961 : Tout l'or du monde, de René Clair
- 1962 : Vivir su vida, de Jean-Luc Godard
- 1962 : Tartarin de Tarascon, de Francis Blanche y Raoul André
- 1963 : Carambolages, de Marcel Bluwal
- 1964 : Mort, où est ta victoire ?, de Hervé Bromberger
- 1964 : Jean-Marc ou la Vie conjugale, de André Cayatte
- 1964 : Françoise ou la Vie conjugale, de André Cayatte
- 1965 : Les Fêtes galantes, de René Clair
- 1966 : Le Caïd de Champignol, de Jean Bastia
- 1966 : Maigret à Pigalle, de Mario Landi
- 1966 : Le Jardinier d'Argenteuil, de Jean-Paul Le Chanois
- 1967 : La Petite vertu, de Serge Korber
- 1967 : Lo Straniero, de Luchino Visconti
- 1967 : Arriva Dorellik, de Steno
- 1969 : Sous le signe du taureau, de Gilles Grangier
- 1969 : Mi tío Benjamin, de Édouard Molinaro
- 1974 : Ursule et Grelu, de Serge Korber
- 1974 : Juliette et Juliette, de Remo Forlani
- 1975 : Que la fête commence, de Bertrand Tavernier
- 1976 : Le Chasseur de chez Maxim's, de Claude Vital
- 1979 : Nous maigrirons ensemble, de Michel Vocoret

### Televisión
- 1952 : Les Disciples, de Maurice Cazeneuve
- 1952 : La Révolte, de Jean Kerchbron
- 1953 : Candida, de George Bernard Shaw, dirección de Max de Rieux
- 1954 : Colinette, de Jean Kerchbron
- 1954 : Duo, de Jean-Paul Carrère
- 1954 : Sylvie et le Fantôme (también guion), de Stellio Lorenzi
- 1954 : Trois garçons une fille, de Jean-Paul Carrère
- 1955 : La Pèlerine écossaise, de François Gir
- 1955 : Pour vivre heureux, de Jean Vernier
- 1956 : La Puce à l'oreille, de Stellio Lorenzi
- 1956 : La Famille Anodin, de Marcel Bluwal, André Leroux y A.Desjardins
- 1957 : L'Honorable Monsieur Pepys, de Marcel Bluwal : Monsieur Pepys
- 1957 : La Pensión Vauquer, de Maurice Leroux
- 1957 : La Maison d'Esther, " de Maurice Leroux
- 1957 : L'adjuration de Vautrin, de Maurice Leroux
- 1959 : Les Pituiti's, de François Gir
- 1960 : Grabuge à Chioggia, de Marcel Bluwal
- 1960 : Les Joueurs, de Marcel Bluwal
- 1960 : La terre est ronde, de Philippe Ducrest
- 1961 : La Cagnotte, de Stellio Lorenzi
- 1961 : Première de face, de François Gir
- 1962 : Mais n'te promène donc pas toute nue, de Roger Iglésis
- 1963 : La Collection Bressen, de François Gir
- 1963 : Monsieur Codomat, de François Gir
- 1963 : Le Village de Stepanchikovo, de Henri Spade
- 1964 : Intelligence avec l'ennemi, de Philippe Ducrest
- 1964 : Valentin le désossé, de François Gir
- 1965 : L'École de la médisance, de François Gir
- 1965 : La Petite hutte, de André Leroux
- 1966 : Une carabine pour deux, de Philippe Ducrest
- 1966 : La Foire aux escrocs, de Pierre Goutas
- 1967 : On ne badine pas avec l'amour, de Philippe Ducrest
- 1967 : Par mesure de silence, de Philippe Ducrest
- 1967 : La Tatou, de Jean Laviron
- 1968 : Le Corso des tireurs, de Philippe Ducrest
- 1970 : Les Enquêtes du commissaire Maigret, de Claude Barma, episodio L'Écluse numéro 1
- 1970 : Madame Filoume, de Jeannette Hubert
- 1970 : Sa majesté Alexandre, de Roland Coste
- 1971 : La Fuite, de Philippe Joulia
- 1971 : Le Prussien, de Jean L'Hôte
- 1971 : François Gaillard ou la vie des autres, de Jacques Ertaud, episodio René
- 1972 : Au théâtre ce soir : La Main passe, de Georges Feydeau, escenografía de Pierre Mondy, dirección de Pierre Sabbagh, Théâtre Marigny
- 1972 : Le Babour, de André Barsacq
- 1972 : Le Temps d'un portrait, de Claude Goretta
- 1973 : La Forêt, de Pierre Bureau
- 1973 : La Vie rêvée, de Jeannette Hubert
- 1974 : Après les cent jours, Schulmeister, espion de l'empereur, de Jean-Pierre Decourt
- 1976 : La Maison d'Albert, de Bruno Gantillon
- 1977 : La Foire, de Pierre Viallet y Roland Vincent
- 1978 : Les convictions de papa, de Jeannette Hubert
- 1978 : Dormez pigeons !, "Histoires de voyous", de  Pierre Goutas
- 1978 : Le jubile, de Gérard Thomas
- 1978 : Un geste pour le dire, de Jean Cohen
- 1978 : Un mot pour un autre, de Jeannette Hubert
- 1978 : Le Veilleur de nuit, de Claude des Presles,
- 1979 : L'Élégant, Histoires de voyous, de  Gilles Grangier
- 1979 : Mon oncle et mon curé, de Jean Pignol
- 1980 : La petite valise, de Roger Dallier
- 1980 : Le Rond, de Joannick Desclercs
- 1981 : Une histoire sans nom, de Jeannette Hubert
- 1981 : L'Ennemi de la mort, de Roger Kahane
- 1981 : Les Gaietés de la correctionnelle, de Marlène Bertin y Joannick Desclers, dirección de Jeannette Hubert, episodios "Gribouille au volant", "Le prestige de l'uniforme", "Le petit qui avait peur des gros", "Hep! taxi", "Les collégiens prolongés", "La Demoiselle du téléphone", "Un homme tranquille" y "La punaise de Banana"
- 1982 : La Petite Fille dans un paysage, de Bernard Gesbert